# UNOPS
UNOPS - FN's kontor for projektledelse er et FN-agentur, der har ansvaret for at implementere humanitære projekter og udviklingsprojekter for FN, internationale finansielle institutioner, regeringer og andre partnere verden over med fokus på infrastruktur, indkøb og projektledelse. Organisationens hovedkontor er beliggende i FN Byen i København. Her arbejder cirka 400, mens UNOPS samlet beskæftiger cirka 4.000 ansatte i 80 lande. UNOPS' generalsekretær siden 2023 er Jorge Moreira da Silva.
UNOPS blev etableret som en afdeling af FN’s Udviklingsprogram – UNDP i 1973, men har siden 1995 været et selvstændigt agentur, der fungerer som FN's eget rådgivende ingeniørfirma. Organisationen finansierer sig selv via en afgift på projekterne. Den omsætter for cirka 12,5 milliarder kroner årligt.
Blandt UNOPS' projekter er skoler, veje og infrastruktur til FN's fredsbevarende styrker, shelters i Haiti og ambulancer til at bekæmpe ebola i Liberia. Organisationen bistår også med specialiserede opgaver såsom rydning af landminer.